# Tengis Schirtladse
Tengis Schirtladse (georgisch თენგიზი სხირტლაძე; * 21. September 1949 im Dorf Boladschuri, Munizipalität Adigeni) ist ein georgischer Politiker der Partei Vereinte Nationale Bewegung. 

## Leben
Er schloss sein Studium an der Georgischen Universität für Agrarwissenschaft mit dem Orden des Roten Banners der Arbeit ab.
Von 2008 bis 2012 war er als Mitglied der Partei Vereinte Nationale Bewegung Abgeordneter des georgischen Parlaments.